# Young-Luv.com
Young-Luv.com – drugi minialbum południowokoreańskiej grupy STAYC, wydany 21 lutego 2022 roku przez High Up Entertainment.
Young-Luv.com zadebiutował na pierwszym miejscu południowokoreańskiej listy Gaon Album Chart w wydaniu wykresu z 20-26 lutego 2022 roku. Minialbum zadebiutował również na drugim miejscu miesięcznej listy przebojów wykresu z lutego 2022 roku z łączną ilością 212 211 sprzedanych egzemplarzy.

## Historia wydania
28 stycznia 2022 High Up Entertainment ogłosiło, że STAYC wyda nowy album w lutym 2022. 6 lutego na kanale YouTube grupy pojawiła się tajemnicza zapowiedź nadchodzącego minialbumu, uruchomiona została również strona internetowa odliczająca czas do jego wydania. 7 lutego ogłoszono, że 21 lutego grupa wyda swój drugi minialbum „Young-Luv.com”, który będzie dostępny w dwóch wersjach. Od 10 do 15 lutego w różnych mediach społecznościowych publikowane były zdjęcia grupy promujące nadchodzące wydanie. Ze względu na duże zapotrzebowanie na drugi minialbum grupy firma HighUp Entertainment rozpoczęła sprzedaż dodatkowej wersji albumu. Wersja „Jewel Case” była znacznie tańsza od wersji standardowej, ale warto zauważyć, że nawet ta wersja zawiera płytę CD, fotoksiążkę, fotokartę i plakat. 16 lutego dziewczyny zaprezentowały zwiastun teledysku do piosenki „Run2U”. Dzień później 17 lutego zaprezentowano składankę z fragmentami piosenek z drugiego minialbumu. 19 lutego pokazana została zapowiedź choreografii do głównej piosenki i kolejny trailer teledysku. 21 lutego ukazał się teledysk do piosenki „Run2U”.

## Promocja
21 lutego na godzinę przed wydaniem albumu dziewczyny świętowały swój powrót wraz z fanami podczas występu na żywo.

## Lista utworów
| CD | CD              | CD               | CD                     | CD         | CD      |
| Nr | Tytuł utworu    | Tekst            | Kompozycja             | Aranżacja  | Długość |
| -- | --------------- | ---------------- | ---------------------- | ---------- | ------- |
| 1. | „Run2U”         | B.E.P, Jean goon | B.E.P, Jean goon, FLYT | Rado, FLYT | 3:34    |
| 2. | „Same Same”     | B.E.P, Jean goon | B.E.P, Jean goon       | Rado       | 3:02    |
| 3. | „247”           | BXN              | BXN                    | BXN        | 3:12    |
| 4. | „Young Luv”     | B.E.P, Jean goon | B.E.P, Jean goon, FLYT | FLYT       | 3:27    |
| 5. | „Butterfly”     | BXN              | BXN, Prime Time        | BXN        | 3:28    |
| 6. | „I Want U Baby” | will.b, van.gogh | will.b                 | will.b     | 2:55    |

## Notowania
| Lista                                           | Najwyższa pozycja wykres tygodniowy |
| ----------------------------------------------- | ----------------------------------- |
| Korea Południowa (Gaon)                         | 1                                   |
| Japonia (Japanese Hot Albums (Billboard Japan)) | 23                                  |
| Japonia (Oricon)                                | 44                                  |

| Lista                   | Najwyższa pozycja wykres miesięczny |
| ----------------------- | ----------------------------------- |
| Korea Południowa (Gaon) | 2                                   |

| Lista                     | Najwyższa pozycja wykres na koniec roku |
| ------------------------- | --------------------------------------- |
| Korea Południowa (Circle) | 53                                      |

## Certyfikaty i sprzedaż
| Region                  | Certyfikat | Sprzedaż | Przy.  |
| ----------------------- | ---------- | -------- | ------ |
| Korea Południowa (KMCA) | Platyna    | 250 000  | [ 21 ] |

## Nagrody
Programy muzyczne
| Piosenka | Rok  | Data     | Stacja telewizyjna | Program       |
| -------- | ---- | -------- | ------------------ | ------------- |
| Run2U    | 2022 | 1 marca  | SBS MTV            | The Show      |
| Run2U    | 2022 | 4 marca  | KBS2               | Music Bank    |
| Run2U    | 2022 | 8 marca  | SBS MTV            | The Show      |
| Run2U    | 2022 | 9 marca  | MBC M              | Show Champion |
| Run2U    | 2022 | 10 marca | Mnet               | M Countdown   |
| Run2U    | 2022 | 11 marca | KBS2               | Music Bank    |
| Run2U    | 2022 | 17 marca | Mnet               | M Countdown   |